# Marquise Goodwin
Pour les articles homonymes, voir Goodwin.
(en) Statistiques sur pro-football-reference
Marquise Goodwin (né le 19 novembre 1990 à Lubbock) est un athlète américain spécialiste du sprint et du saut en longueur. Il est désormais joueur de football américain évoluant actuellement avec les Bears de Chicago.

## Athlétisme
Il remporte deux titres lors des Championnats du monde juniors 2008 de Bydgoszcz : au saut en longueur où il s'impose avec 7,74 m devant le Biélorusse Dzmitry Astrouski, et au titre du relais 4 × 100 m au sein de l'équipe des États-Unis.
Fin juin 2011, Marquise Goodwin décroche son premier titre national en plein air dans l'épreuve du saut en longueur en s'imposant lors des Championnats des États-Unis de Eugene sélectifs pour les Championnats du monde 2011. Auteur de 8,33 m (+2,1 m/s), il devance ses compatriotes William Claye et Jeremy Hicks.
Marquise Goodwin conserve son titre national en plein air en 2012 lors des sélections olympiques américaines, à Eugene. Il égale à cette occasion son record personnel de 8,33 m (+1,4 m/s) mais ne termine que 10e de la finale des Jeux olympiques de Londres avec 7,80 m.
Se consacrant totalement au football américain à partir de 2013, il revient cependant en athlétisme en parallèle, la saison NFL de septembre à janvier lui permettant d'alterner les deux sports. Ainsi, en saut en longueur, il se classe 2e des Jeux panaméricains de Toronto avec 8,27 m (vf).
En mars 2016, aux Championnats des États-Unis en salle, il bat son record personnel sur 60 m (6 s 69 en 2011), en réalisant par deux fois 6 s 67. Le 15 mai, l'Américain remporte le meeting de Baie-Mahault avec une marque de 8,45 m (+ 0,8 m/s), nouveau record personnel et meilleure performance mondiale de l'année. Le 2 juin, Goodwin est battu par Greg Rutherford lors du Golden Gala de Rome, 8,19 m contre 8,31 m pour le Britannique mais prend sa revanche deux jours plus tard lors du Birmingham Grand Prix où il s'impose avec 8,42 m.
En août 2017, il est suspendu pour un an par l'IAAF pour ne pas s'être rendu disponible à trois contrôles antidopage en moins de dix-douze mois. La suspension prend effet au 1er avril 2017.

## Vie privée
Il est marié à la hurdleuse Morgan Snow, double championne du monde junior 2012. Le 13 novembre 2017, alors à mi-grossesse (19 semaines) de leur premier enfant, sa femme est contrainte d'accoucher d'un enfant mort-né, qui aurait dû s'appeler Marquise Jr.,.

## Palmarès
| Date | Compétition                        | Lieu           | Résultat | Épreuve   | Performance |
| ---- | ---------------------------------- | -------------- | -------- | --------- | ----------- |
| 2008 | Championnats du monde juniors      | Bydgoszcz      | 1er      | Longueur  | 7,74 m      |
| 2008 | Championnats du monde juniors      | Bydgoszcz      | 1er      | 4 × 100 m | 38 s 98     |
| 2009 | Championnats panaméricains juniors | Port-d'Espagne | 2e       | Longueur  | 7,85 m      |
| 2011 | Universiade                        | Shenzhen       | 2e       | Longueur  | 8,03 m      |
| 2012 | Jeux olympiques                    | Londres        | 10e      | Longueur  | 7,80 m      |
| 2015 | Jeux panaméricains                 | Toronto        | 2e       | Longueur  | 8,27 m      |

## Records
| Épreuve          | Performance        | Lieu         | Date        |
| ---------------- | ------------------ | ------------ | ----------- |
| 100 mètres       | 10 s 38            | Austin       | 10 mai 2008 |
| Saut en longueur | 8,45 m (+ 0,8 m/s) | Baie-Mahault | 15 mai 2016 |

| Épreuve          | Performance | Lieu         | Date                      |
| ---------------- | ----------- | ------------ | ------------------------- |
| 60 mètres        | 6 s 67      | Portland     | 11 mars 2016 12 mars 2016 |
| Saut en longueur | 8,14 m      | Fayetteville | 28 février 2011           |

## Football américain
Drafté au 3e tour en 2013 par les Bills de Buffalo, il effectue 4 saisons dans la franchise au poste de Wide receiver.
Agent Libre en 2017, il signe chez les 49ers de San Francisco un contrat de 2 ans pour 6 millions de dollars (dont 2,5 millions de prime à la signature et une garantie de 4.450.000$).